# Marly-la-Ville
Marly-la-Ville là một xã ở tỉnh Val-d'Oise, thuộc vùng Île-de-France ở miền bắc nước Pháp.